# Oxyrhachis taranda
Oxyrhachis taranda är en insektsart som beskrevs av Fabricius. Oxyrhachis taranda ingår i släktet Oxyrhachis och familjen hornstritar. Inga underarter finns listade i Catalogue of Life.